# Danh sách khu đồng tính

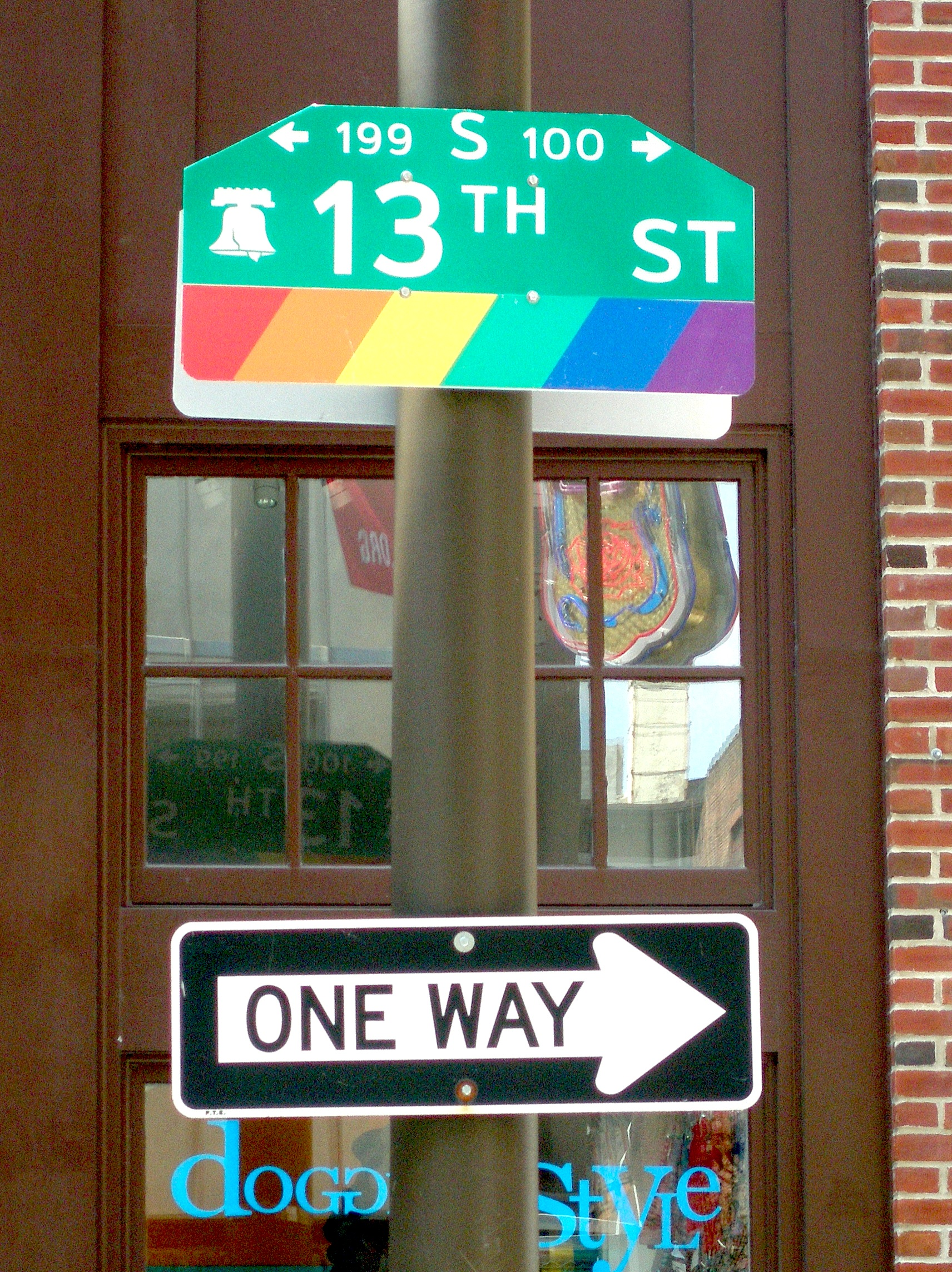
Khu đồng tính ở Philadelphia.

Đây là một danh sách các khu đồng tính ở các khu vực đô thị là một dạng trung tâm sinh hoạt xã hội không chính thức cho người đồng tính, song tính và hoán tính.

## Úc
| Tên khu          | Thành phố | Tham khảo |
| ---------------- | --------- | --------- |
| Fortitude Valley | Brisbane  |           |
| New Farm         | Brisbane  |           |
| Prahran          | Melbourne |           |
| South Yarra      | Melbourne |           |
| Collingwood      | Melbourne |           |
| Fitzroy          | Melbourne |           |
| Windsor          | Melbourne |           |
| Darlinghurst     | Sydney    |           |
| Oxford Street    | Sydney    |           |
| Newtown          | Sydney    |           |

## Brazil
| Tên khu                | Thành phố      | Tham khảo |
| ---------------------- | -------------- | --------- |
| Farme de Amoedo Street | Rio de Janeiro |           |
| Frei Caneca Street     | São Paulo      |           |
| Jardins borough        | São Paulo      |           |

## Canada
| Tên khu                    | Thành phố   | Tham khảo            |
| -------------------------- | ----------- | -------------------- |
| Le Village gai             | Montreal    | [ 2 ]                |
| Bank and Somerset          | Ottawa      | [ 3 ] [ 4 ]          |
| Le Quartier gai            | Quebec City | [ 5 ]                |
| Church and Wellesley       | Toronto     | [ 6 ] [ 7 ]          |
| Queen Street West/Parkdale | Toronto     | [ 8 ]                |
| Cabbagetown                | Toronto     | [ 9 ]                |
| Hanlan's Point Beach       | Toronto     | [ 10 ]               |
| Davie Village              | Vancouver   | [ 11 ] [ 12 ] [ 13 ] |
| Commercial Drive           | Vancouver   | [ 13 ]               |

## Colombia
| Tên khu   | Thành phố | Tham khảo |
| --------- | --------- | --------- |
| Chapinero | Bogotá    |           |

## Pháp
| Tên khu              | Thành phố | Tham khảo |
| -------------------- | --------- | --------- |
| Le Marais            | Paris     |           |
| Beaubourg/Les Halles | Paris     |           |
| Saint Pierre         | Bordeaux  |           |
| Le Vieux-Lille       | Lille     |           |

## Đức
| Tên khu                         | Thành phố | Tham khảo |
| ------------------------------- | --------- | --------- |
| Motzstraße / Nollendorfplatz    | Berlin    |           |
| Prenzlauer Berg                 | Berlin    |           |
| Kreuzberg                       | Berlin    |           |
| Hohe Pforte                     | Köln      |           |
| Nordend                         | Frankfurt |           |
| Lange Reihe, St. Georg, Hamburg | Hamburg   |           |
| Glockenbachviertel              | Munich    |           |

## Nhật Bản
| Tên khu                      | Thành phố | Tham khảo |
| ---------------------------- | --------- | --------- |
| Doyama                       | Osaka     |           |
| Shinjuku ni-chōme            | Tokyo     |           |
| Shinbashi (Mainly San-chome) | Tokyo     |           |

## Mexico
| Tên khu   | Thành phố   | Tham khảo |
| --------- | ----------- | --------- |
| Zona Rosa | Mexico City |           |

## New Zealand
| Tên khu             | Thành phố | Tham khảo |
| ------------------- | --------- | --------- |
| Karangahape Road    | Auckland  |           |
| Ponsonby            | Auckland  |           |
| Grey Lynn (Lesbian) | Auckland  |           |

## Philippines
| Tên khu | Thành phố   | Tham khảo |
| ------- | ----------- | --------- |
| Malate  | Manila      |           |
| Timog   | Quezon City |           |

## Hàn Quốc
| Tên khu | Thành phố | Tham khảo |
| ------- | --------- | --------- |
| Jongro  | Seoul     |           |
| Itaewon | Seoul     |           |

## Tây Ban Nha
| Tên khu                          | Thành phố                    | Tham khảo |
| -------------------------------- | ---------------------------- | --------- |
|                                  |                              |           |
| Elvira                           | Granada                      |           |
| Chueca                           | Madrid                       |           |
| Gomila                           | Palma de Mallorca            |           |
| Barrio del Arenal                | Sevilla                      |           |
| Alfalfa                          | Sevilla                      |           |
| La Nogalera                      | Torremolinos. Málaga         |           |
| Calle de la Virgen               | Ibiza                        |           |
| Old town north east - Entremuros | Santiago de Compostela       |           |
| Malasaña                         | Madrid                       |           |
| Barrio de Santa Eulalia          | Murcia                       |           |
| Lavapiés                         | Madrid                       |           |
| Sitges                           | Sitges                       |           |
| Gaixample                        | Barcelona                    |           |
| La Latina                        | Madrid                       |           |
| Salto del Caballo                | Toledo                       |           |
| Plaza de San Andrés              | Badajoz                      |           |
| Old Town                         | Benidorm                     |           |
| Ruzafa                           | Valencia                     |           |
| Muelle de la Marzana             | Bilbao                       |           |
| Barrio de La Merced              | Málaga                       |           |
| Puerta del Carmen                | Zaragoza                     |           |
| Plaza Nueva                      | Alicante                     |           |
| Plaza de Ferray                  | Las Palmas de Gran Canaria   |           |
| Avenida del Generalísimo         | Puerto de la Cruz - Tenerife |           |
| Alameda                          | Sevilla                      |           |
| Barrio del Carmen                | Valencia                     |           |
| Playa del Inglés                 | Maspalomas                   |           |
| Torremolinos                     | Málaga                       |           |

## Anh
| Tên khu                  | Thành phố           | Tham khảo            |     |
| Anh                      | Anh                 | Anh                  | Anh |
| ------------------------ | ------------------- | -------------------- | --- |
| North Shore              | Blackpool           |                      |     |
| Hurst Street             | Birmingham          | [ 14 ] [ 15 ]        |     |
| Kemptown                 | Brighton            | [ 16 ] [ 17 ] [ 18 ] |     |
| Lower Briggate/The Calls | Leeds               | [ 19 ]               |     |
| Stanley Street           | Liverpool           |                      |     |
| Old Compton Street/Soho  | Luân Đôn            | [ 20 ]               |     |
| Vauxhall                 | Luân Đôn            |                      |     |
| Earl's Court             | Luân Đôn            |                      |     |
| Canal Street             | Manchester          | [ 21 ] [ 22 ]        |     |
| Pink Triangle            | Newcastle-upon-Tyne | [ 23 ] [ 24 ]        |     |
| Paradise Street          | Oxford              |                      |     |
| Park Lane                | Sunderland          |                      |     |
| Bắc Ailen                |                     |                      |     |
| Cathedral Quarter        | Belfast             |                      |     |
| Scotland                 |                     |                      |     |
| Broughton Street         | Edinburgh           |                      |     |
| Merchant City            | Glasgow             |                      |     |
| Wales                    |                     |                      |     |
| Charles Street           | Cardiff             |                      |     |

## Hoa Kỳ
| Tên khu                                            | Thành phố/Quận                             | Tham khảo |          |
| Arkansas                                           | Arkansas                                   | Arkansas  | Arkansas |
| -------------------------------------------------- | ------------------------------------------ | --------- | -------- |
| Eureka Springs                                     | Quận Carroll                               |           |          |
| California                                         |                                            |           |          |
| Tower District                                     | Fresno                                     |           |          |
| Guerneville                                        | Quận Sonoma                                |           |          |
| The Broadway Corridor                              | Long Beach                                 |           |          |
| Laguna Beach                                       | Quận Orange                                | [ 25 ]    |          |
| Adams Point                                        | Oakland                                    |           |          |
| Laurel                                             | Oakland                                    |           |          |
| Silver Lake                                        | Los Angeles                                |           |          |
| West Hollywood                                     | Quận Los Angeles                           | [ 26 ]    |          |
| Bungalow Heaven                                    | Pasadena                                   |           |          |
| Lavender Heights                                   | Sacramento                                 |           |          |
| Hillcrest                                          | San Diego                                  |           |          |
| The Castro                                         | San Francisco                              |           |          |
| South of Market                                    | San Francisco                              |           |          |
| Polk Village                                       | San Francisco                              |           |          |
| The Alameda                                        | San José                                   |           |          |
| Arenas Road and Indian Canyon Drive                | Palm Springs                               |           |          |
| Colorado                                           |                                            |           |          |
| Capitol Hill                                       | Denver                                     |           |          |
| Delaware                                           |                                            |           |          |
| Rehoboth Beach                                     | Quận Sussex                                |           |          |
| Đặc khu Columbia                                   |                                            |           |          |
| Dupont Circle                                      | Washington                                 |           |          |
| Logan Circle                                       | Washington                                 |           |          |
| U Street                                           | Washington                                 |           |          |
| Florida                                            |                                            |           |          |
| Key West                                           | Quận Monroe                                |           |          |
| South Beach                                        | Miami Beach                                |           |          |
| Wilton Manors                                      | Quận Broward                               |           |          |
| Ybor City                                          | Tampa                                      |           |          |
| Thorton Park                                       | Orlando                                    |           |          |
| ViMi District                                      | Orlando                                    |           |          |
| Georgia                                            |                                            |           |          |
| Ansley Park                                        | Atlanta                                    |           |          |
| East Atlanta Village                               | Atlanta                                    |           |          |
| Grant Park                                         | Atlanta                                    |           |          |
| Kirkwood                                           | Atlanta                                    |           |          |
| Midtown                                            | Atlanta                                    |           |          |
|                                                    | Decatur                                    |           |          |
| Illinois                                           |                                            |           |          |
| Lakeview (Lakeview East, còn gọi là. Boystown)     | Chicago                                    |           |          |
| Edgewater (esp. Andersonville sub-section)         | Chicago                                    |           |          |
| Indiana                                            |                                            |           |          |
| Broad Ripple Village                               | Indianapolis                               |           |          |
| Chatham Arch                                       | Indianapolis                               |           |          |
| Herron-Morton Place                                | Indianapolis                               |           |          |
| Kentucky                                           |                                            |           |          |
| Berea                                              | Quận Madison                               |           |          |
| Louisiana                                          |                                            |           |          |
| Faubourg Marigny                                   | New Orleans                                |           |          |
| French Quarter                                     | New Orleans                                |           |          |
| Cotton Street                                      | Shreveport                                 |           |          |
| Maine                                              |                                            |           |          |
| Ogunquit                                           | Quận York                                  |           |          |
| Maryland                                           |                                            |           |          |
| Mount Vernon                                       | Baltimore                                  |           |          |
| Massachusetts                                      |                                            |           |          |
| Jamaica Plain                                      | Boston                                     |           |          |
| South End                                          | Boston                                     |           |          |
| Davis Square                                       | Somerville                                 |           |          |
| Northampton                                        | Quận Hampshire                             |           |          |
| Provincetown                                       | Quận Barnstable                            |           |          |
| Michigan                                           |                                            |           |          |
| Kerrytown                                          | Ann Arbor                                  |           |          |
| Ferndale                                           | Detroit                                    |           |          |
|                                                    | Saugatuck                                  |           |          |
| Heritage Hill                                      | Grand Rapids                               |           |          |
| Minnesota                                          |                                            |           |          |
| Loring Park                                        | Minneapolis                                |           |          |
| Powderhorn Park                                    | Minneapolis                                |           |          |
| Missouri                                           |                                            |           |          |
| Westport                                           | Kansas City                                |           |          |
| Central West End                                   | St. Louis                                  |           |          |
| Soulard                                            | St. Louis                                  |           |          |
| South Grand, Tower Grove Park                      | St. Louis                                  |           |          |
| Nevada                                             |                                            |           |          |
| Fruit Loop                                         | Las Vegas                                  | [ 27 ]    |          |
| New Jersey                                         |                                            |           |          |
| Asbury Park                                        | Quận Monmouth                              |           |          |
| Collingswood                                       | Quận Camden                                |           |          |
| Cape May                                           | Quận Cape May                              |           |          |
| Lambertville                                       | Quận Hunterdon                             |           |          |
| Maplewood                                          | Quận Essex                                 |           |          |
| Montclair                                          | Quận Essex                                 |           |          |
| Plainfield                                         | Quận Union                                 |           |          |
| New York                                           |                                            |           |          |
| Chelsea                                            | New York City                              |           |          |
| Eighth Avenue                                      | New York City                              |           |          |
| Christopher Street/West Village                    | New York City                              |           |          |
| Greenwich Village                                  | New York City                              |           |          |
| Inwood                                             | New York City                              |           |          |
| Washington Heights                                 | New York City                              |           |          |
| Park Slope                                         | New York City                              |           |          |
| Cherry Grove                                       | Quận Suffolk                               |           |          |
| Fire Island Pines                                  | Quận Suffolk                               |           |          |
| Allentown                                          | Buffalo                                    |           |          |
| Park Avenue                                        | Rochester                                  |           |          |
| Hawley-Green Historic District                     | Syracuse                                   |           |          |
| Lark Street Area                                   | Albany                                     |           |          |
| Bắc Carolina                                       |                                            |           |          |
| Carborro                                           | Quận Orange                                |           |          |
| NoDa Arts District                                 | Charlotte                                  | [ 28 ]    |          |
| Plaza-Midwood                                      | Charlotte                                  |           |          |
| South End                                          | Charlotte                                  |           |          |
| Historic District                                  | Wilmington                                 |           |          |
| Ohio                                               |                                            |           |          |
| Highland Square                                    | Akron                                      |           |          |
| Northside                                          | Cincinnati                                 |           |          |
| Lakewood                                           | vùng ngoại ô Cleveland thuộc quận Cuyahoga |           |          |
| Clintonville                                       | Columbus                                   |           |          |
|                                                    |                                            |           |          |
| The Short North                                    | Columbus                                   |           |          |
| Olde Towne East                                    | Columbus                                   |           |          |
| Victorian Village                                  | Columbus                                   |           |          |
| Oklahoma                                           |                                            |           |          |
| 39th Street                                        | Oklahoma City                              |           |          |
| Oregon                                             |                                            |           |          |
| Burnside Triangle                                  | Portland                                   |           |          |
| Hawthorne District                                 | Portland                                   |           |          |
| Pennsylvania                                       |                                            |           |          |
| Capitol District                                   | Harrisburg                                 |           |          |
| Midtown                                            | Harrisburg                                 |           |          |
| New Hope                                           | Quận Bucks                                 |           |          |
| Squirrel Hill                                      | Pittsburgh                                 |           |          |
| Shadyside                                          | Pittsburgh                                 |           |          |
| Manchester                                         | Pittsburgh                                 |           |          |
| Washington Square West (còn gọi là The Gayborhood) | Philadelphia                               |           |          |
| Nam Carolina                                       |                                            |           |          |
| Peninsula                                          | Charleston                                 |           |          |
| Tennessee                                          |                                            |           |          |
| Midtown                                            | Memphis                                    |           |          |
| Texas                                              |                                            |           |          |
| Bishop Arts District                               | Dallas                                     |           |          |
| Lakewood                                           | Dallas                                     |           |          |
| Oak Lawn                                           | Dallas                                     |           |          |
| Montrose, Neartown                                 | Houston                                    |           |          |
| Midtown Houston                                    | Houston                                    |           |          |
| Midtown                                            | San Antonio                                | [ 29 ]    |          |
| Travis Heights                                     | Austin                                     |           |          |
| Utah                                               |                                            |           |          |
| The Avenues                                        | Salt Lake City                             |           |          |
| Washington                                         |                                            |           |          |
| Capitol Hill                                       | Seattle                                    |           |          |
| Wisconsin                                          |                                            |           |          |
| Walker's Point                                     | Milwaukee                                  |           |          |

## Khác
| Tên khu                                       | Quốc gia   | Thành phố         | Tham khảo |
| --------------------------------------------- | ---------- | ----------------- | --------- |
| Reguliersdwarsstraat / Amstel / Warmoesstraat | Hà Lan     | Amsterdam         |           |
| Barrio Bellavista và Barrio Bellas Artes      | Chile      | Santiago de Chile |           |
| Yehuda Halevi Area                            | Israel     | Tel Aviv          |           |
| Recoleta                                      | Argentina  | Buenos Aires      |           |
| Palermo                                       | Argentina  | Buenos Aires      |           |
| Gazi                                          | Hy Lạp     | Athens            |           |
| Torre del Lago                                | Ý          | Viareggio         |           |
| Heera Mandi                                   | Pakistan   | Lahore            |           |
| Rua Miguel Bombarda                           | Bồ Đào Nha | Porto             |           |
| Bairro Alto                                   | Bồ Đào Nha | Lisbon            |           |
| De Waterkant                                  | Nam Phi    | Cape Town         |           |
| Melville                                      | Nam Phi    | Johannesburg      |           |
| Chapinero Alto                                | Colombia   | Bogotá            |           |
| Bukit Bintang                                 | Malaysia   | Kuala Lumpur      |           |

## Thành phố không có khu rõ ràng
Những thành phố có một môi trường đồng tính mở nhưng không tập trung ở khu vực cụ thể. Các quán rượu đồng tính thường nằm cạnh các quán rượu khác.
| Quốc gia   | Thành phố        | Tham khảo     |
| ---------- | ---------------- | ------------- |
| Đan Mạch   | Copenhagen       |               |
| Ireland    | Dublin           |               |
| Israel     | Tel Aviv         | [ 30 ] [ 31 ] |
| Phần Lan   | Helsinki         |               |
| Iceland    | Reykjavík        |               |
| Na Uy      | Oslo             |               |
| Peru       | Miraflores, Lima |               |
| Bồ Đào Nha | Lisbon (Chiado)  | [ 32 ]        |
| Đài Loan   | Đài Bắc          |               |
| Thụy Điển  | Stockholm        |               |
| Uruguay    | Montevideo       |               |
| Hoa Kỳ     | Ithaca, New York |               |
|            |                  |               |